# دوي اختراق حاجز الصوت

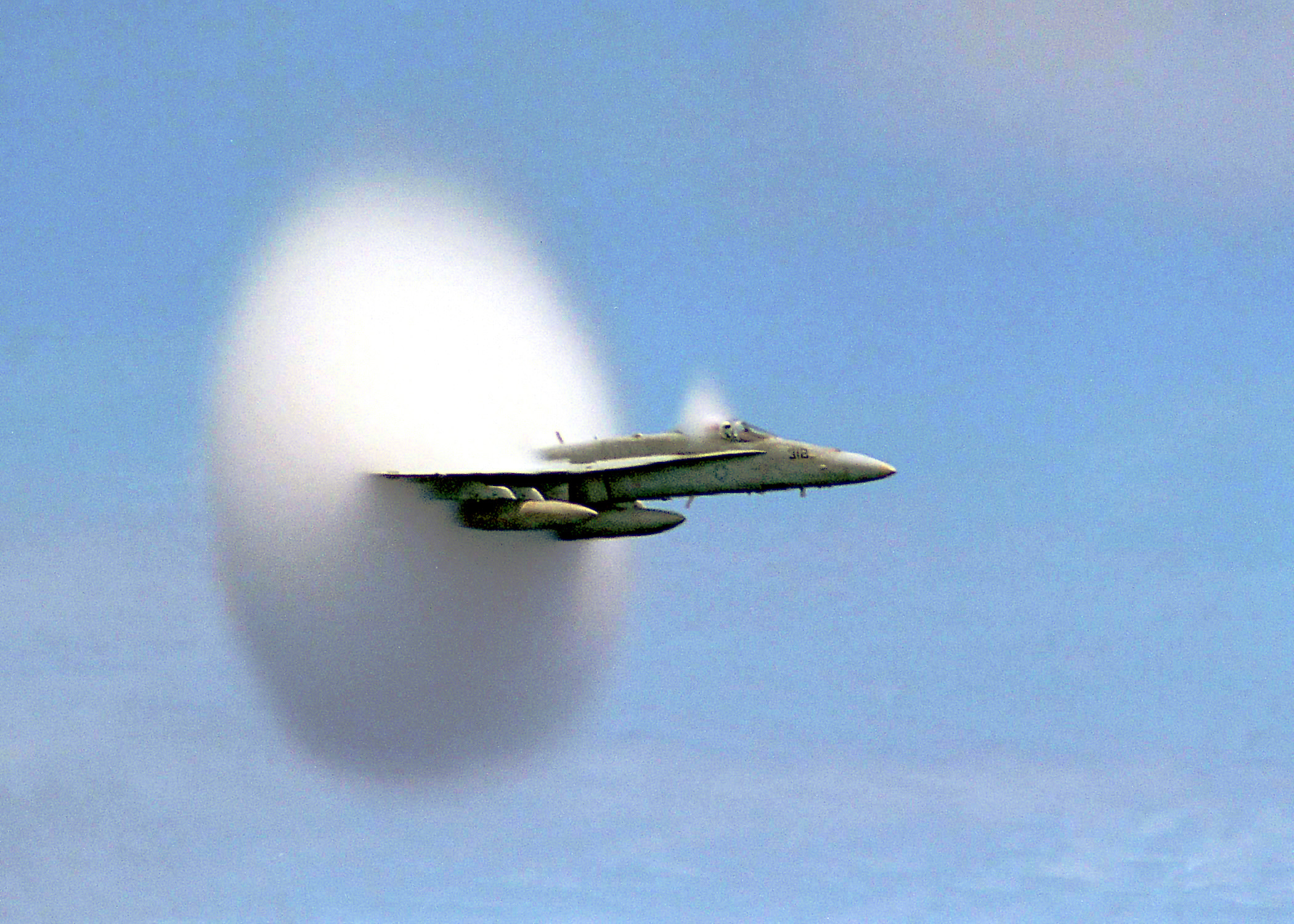
صورة توضح تأثير إختراق المقاتلة إف/إيه-18 هورنت حاجز الصوت علي الهواء.

حاجز الصوت هو حدّ فيزيائي ظاهري أو مرئي يعيق الأجسام الكبيرة من الوصول إلى السرعة الفوق صوتية.
وعندما تطير الطائرة بسرعة تقترب من سرعة الصوت تنضغط جزيئات الهواء حول سطح الطائرة فتكون قابلة للانضغاط، إلى ان تصل سرعة الطائرة إلى سرعة الصوت فتتشكل الصدمة الموجية والتي تكون على شكل دخان أبيض كثيف مخروطي الشكل لايتجاوز سمكه سنتيمترات قليلة، الصوت عبارة عن موجات لها سرعة محددة حيث تبلغ سرعة الموجات الصوتية 345 متر في الثانية (حوالي 777 ميل في الساعة). ومع انخفاض درجات حرارة الجو تقل سرعة الموجات الصوتية أيضا. ولذلك، تطير الطائرات على ارتفاع 35 ألف قدم حيث تتوافر درجة الحرارة الملائمة (5.4 درجة مئوية تحت الصفر). وتصل سرعة الصوت إلى 295 متر في الثانية (660 ميل في الساعة). علما انه عند اختراق حاجز الصوت يحدث صوت عالى

## الأسباب
لفهم ظاهرة اختراق حاجز الصوت دعنا نضرب المثال التالي لتقريب الفكرة لـك، نعلم ان امواج البحر تنتشر بسرعة محددة فلو تخيلنا قارب يخترق تلك الأمواج بسرعة أقل من سرعة انتشار أمواج البحر فإن هذه الأمواج سوف تنزاح على جانبي القارب وتشكل مخروط رأسه عند مقدمة القارب، وعندما تزداد سرعة القارب فإنه سيدفع هذه الأمواج أمامه ويخترقها إذا زادت سرعته لإنه حينها لاتستطيع تلك الأمواج أن تسير بسرعة القارب، وتشكل الأمواج موجة كبيرة مجمعة من الأمواج الصغيرة التي تلحق القارب.
ما يحدث في حالة اختراق الطائرة لحاجز الصوت هو شيء مشابه لهذه الحالة حيث أن الطائرة تحدث صوتاً. فإذا كانت سرعة الطائرة أقل من صوتها فإن الموجات الصوتية ستنطلق أمام الطائرة. أما في حالة زيادة سرعة الطائرة لتصبح أكبر من سرعة صوتها فإنها تحدث صوت مزعج يسمى باختراق حاجز الصوت sonic booms وهذا الصوت هو تجمع الأمواج الصوتية التي تلحق بالطائرة حيث تتحد كل الموجات الصوتية التي كانت تنطلق امام الطائرة لتتجمع كلها مع بعضها البعض وتلحق بالطائرة.
والمشاهد ربما يرى الطائرة ولا يسمع شيئاً وفجأة يسمع صوت انفجار ضخم تهتز له المباني وينكسر زجاجها وهذا الصوت هو تجمع واتحاد الأمواج الصوتية التي تشكل موجة صوتية ذات سعة كبيرة جداً تلحق بالطائرة وعند وصولها إلى سطح الأرض نسمع الصوت العالي الذي يشبه بصوت الانفجار، حيث يمكنك تخيل الأمر من خلال ان الأمواج الصوتية تلحق الطائرة في شكل مخروط رأسه يتبع مسار الطائرة والصوت الذي نسمعه هو نهاية المخروط الذي يلامس الأرض ويتبع مسار الطائرة

## القياسات وامثلة عليها
| الطائرة   | السرعة   | الارتفاع              | الضغط الجوي(lbf/ft2) | الضغط الجوي(Pa) |
| --------- | -------- | --------------------- | -------------------- | --------------- |
| إس أر-71  | ماخ 3    | 80,000 قدم (24,000 م) | 0.9                  | 43              |
| كونكورد   | ماخ 2    | 52,000 قدم (16,000 م) | 1.94                 | 93              |
| إف-104    | ماخ 1.93 | 48,000 قدم (15,000 م) | 0.8                  | 38              |
| مكوك فضاء | ماخ 1.5  | 60,000 قدم (18,000 م) | 1.25                 | 60              |